# Buchkogel (Südsteiermark)
Der Buchkogel oder Wildoner Berg ist eine 550 m hohe Erhebung in der südlichen Steiermark, Österreich. Zusammen mit dem Wildoner Schlossberg (450 m) und dem Bockberg (449 m) bildet der Buchkogel einen markanten, langgestreckten Höhenzug, der im Mittelalter als „Hengist“ bekannt war und heute meist Wildonerberg oder nach der höchsten Erhebung einfach Buchkogel genannt wird, beziehungsweise Wildoner Buchkogel in Abgrenzung zum Grazer Buchkogel am Plabutsch. Als weithin sichtbare Landmarke trennt er das Grazer Feld vom Leibnitzer Feld.

## Archäologie und Geologie
Der Buchkogel und seine unmittelbare Umgebung sind sowohl archäologisch als auch geologisch von großem Interesse. Zahlreiche archäologische Funde weisen darauf hin, dass er seit 6000 Jahren durchgehend besiedelt sein dürfte, was den Buchkogel zu einem der wichtigsten archäologischen Fundplätze des Südostalpenraumes macht.
Aus geologischer Sicht ist der Berg ein Riff aus dem Pannonischen Meer der früher so genannten Tertiärzeit, nun Neogen und seiner weiteren Unterteilung, des Miozän, und besteht vorwiegend aus Leithakalk. An der Ostseite des Berges, am Übergang des Steilabfalles in den flachen Hang, wird die Brandungskehle des urzeitlichen Meeres heute noch sichtbar.

## Kulturpark
Die anliegenden Gemeinden Lang, Hengsberg, Wildon, Lebring und Weitendorf haben sich 2009 zu einem Kulturverein zusammengeschlossen, der zahlreiche informative Veranstaltungen über Kultur, Geschichte, Biologie und Geologie der Kleinregion anbietet. Bei der Gemeindestrukturreform in der Steiermark im Jahr 2015 wurden der Großteil der ehemaligen Gemeinde Stocking und die ehemalige Gemeinde Weitendorf mit der Marktgemeinde Wildon zusammengeschlossen.

## Naturschutzgebiet
Das Waldgebiet des Buchkogels ist Naturschutzgebiet unter dem Namen Naturschutzgebiet Wildoner Buchkogel. Die Unterschutzstellung dient der Erhaltung und Entwicklung eines standortsgerechten und naturnahen Buchenwaldbestandes mit artenreichem Pflanzenvorkommen wie Wolfs-Eisenhut, Breitblatt-, Schmalblatt- und Purpur-Waldvöglein, Illyrisch-Krokus, Echt-Maiglöckchen, Alpen-Zyklame, Seidelbast, Grün-Ständelwurz, Kleinblatt-Ständelwurz, Pontus-Ständelwurz, Hecken-Nieswurz, Frühlingsknotenblume, Türkenbund-Lilie, Groß-Zweiblatt, Vogelnestwurz, Weiß-Waldhyazinthe, Erd-Primel, Wald-Veilchen, Hain-Veilchen.